# MLB All-Star Game 2026
Das MLB All-Star Game 2026 wird die 96. Auflage des Major League Baseball All-Star Game zwischen den Auswahlteams der American League (AL) und der National League (NL) sein. Es wird im Juli 2026 im Citizens Bank Park in Philadelphia stattfinden. Es wird zum 250. Geburtstag Amerikas ausgetragen.
Das All-Star Game 1976, zum 200. Geburtstag, fand ebenfalls in Philadelphia statt. Es wird das erste All-Star Game im Citizens Bank Park sein. Die Phillies hatten seit der Eröffnung des Stadions nicht das Ziel verfolgt, ein All-Star Game zu einem früheren Zeitpunkt auszurichten. Sie wollten es wieder an einem weiteren Meilenstein in der Geschichte des Landes durchführen. Bereits seit 2004, der Eröffnung des Citizens Bank Park, antworten die Phillies auf die Frage nach einem All-Star Game in Philadelphia stets mit 2026.

## Auswahl des Gastgebers
Im April 2019 kündigte MLB-Kommissar Rob Manfred an, dass das Event von den Philadelphia Phillies veranstaltet werden wird. Zu der Ankündigung fügte Manfred auch eine persönliche Aussage hinzu. Er sagte, dass David Montgomery, Chairman bei den Phillies, in den letzten 30 Jahren ein guter Freund wurde. Er habe ihm nie um einen Gefallen gebeten, doch vor zwei Jahren fragte er ihn, ob das All-Star Game 2026 nicht in Philadelphia veranstaltet werden könnte.